# 羅允芝
羅允芝（英語：Giann Law Wan Chi， 1993年2月2日—），本名羅佩芝，香港女模特兒、節目主持人及女演員。2021年ViuTV真人騷選美節目《最後一屆口罩小姐選舉》「除罩最靚獎」得主。

## 簡歷
羅允芝畢業於香港理工大學服裝與紡織學系，主修服裝及紡織品設計。畢業後入行為模特兒，曾多次到外地旅遊並為本地旅遊雜誌拍攝封面。
2017年羅允芝開始拍攝網上短片而為人認識，作品包括「女朋友翻譯機」；2018年於ViuTV主持當年世界盃電視節目。
2021年，羅允芝參選ViuTV真人騷選美節目《最後一屆口罩小姐選舉》入圍廿強，代號「三小辣」。其後於第一輪比賽被193郭嘉駿淘汰，大部分觀眾為其感可惜，後取得由網民於Facebook投選的「除罩最靚獎」。
2022年2月2日，29歲生日當天宣布改名為「羅允芝」，避免與1980年代活躍的香港藝人羅佩芝同名。她在訪問中表示「允」字有正面、有可能之意，提醒自己做任何事都有可能完成。

## 演出作品

### 電視劇（ViuTV）
- 2022年：《I SWIM》飾 蘇小姐
- 2022年：《野人老師》飾 Yvonne
- 2022年：《繩角》飾 Angela
- 2023年：《Food Buddies》飾 Lily
- 2025年：《社畜再培訓先導計劃》飾 袁㦤凡

### 節目主持（香港開電視）
- 2020年：《怪談》[5]
- 2021年：《旅遊達人滯遊香港》
- 2022年：《搞掂食碗麵》
- 2022年：《旅遊達人II出走》

### 節目主持（香港電台）
- 2021年：《日常8點半》（830特工隊）

### 節目主持（ViuTV）
- 2018年：《全港的》
- 2021年：《夕陽新丁》
- 2022年：《兜轉卡塔爾》
- 2023年：《大學關鍵詞》
- 2023年：《男韓即地獄?!》
- 2024年：《今天只做一「健」事》

### 節目演出（ViuTV）
- 2018年：《Good Night Show 全民睇波派對》參與者
- 2018-2019年：《Good Night Show 個個得把口》演出者
- 2021年：《最後一屆口罩小姐選舉》參與者
- 2021年：《膠戰S2》第9集嘉賓
- 2023年：《總有一瓣喺左近》第308集嘉賓

### 電視廣告
- 2016年：reenex膠原自生
- 2017年：肯德基
- 2017年：香港國際機場
- 2018年：滙豐強積金：我最期待提問系列一｜HSBC MPF: The most desired question(I)
- 2020年：Olay ProX 全球首推韓國製「一瞬緊緻面膜」
- 2020年：草姬【草姬三高健康系列】
- 2021年：渣打銀行Smart Card
- 2021年：Movenpick 雪糕
- 2021年：滴露 x 美贊臣
- 2021年：滴露 全新滴露消毒搓手液系列

### 平面廣告
- 2019年：Schwarzkopf 染髮劑
- 2021年：譚仔三哥

### MV
- 2017年：黃劍文《缺氧》
- 2021年：Robynn Yip《尚有一堆理由顯出我優秀》
- 2023年：泰倫斯Terence《DAY DAY BIRTHDAY》

## 外部連結
- 羅允芝的Facebook專頁
- 羅允芝的Instagram帳戶
- YouTube 上羅允芝的頻道
- Giann Law （页面存档备份，存于）